# Spectinomicină
Spectinomicina este un antibiotic din clasa aminociclitolilor, fiind utilizat în tratamentul unor infecții bacteriene, în special gonoreea. Calea de administrare disponibilă este intramusculară.
Molecula a fost patentată în anul 1961. Se află pe lista medicamentelor esențiale ale Organizației Mondiale a Sănătății.

## Utilizări medicale
Spectinomicina este de obicei utilizată în tratamentul gonoreei (administrare intramusculară), la pacienții cu alergie la peniciline. Este disponibilă și pentru uz veterinar.